# Université du Sussex
L'université du Sussex (dont le nom est parfois abrégé en Sussex Uni) est une université de recherche anglaise située près du village de Falmer (Sussex de l'Est) à quatre miles de Brighton. Sussex Uni a été fondée en 1961. Son campus est situé dans le parc national de South Downs et à une courte distance du centre de Brighton. L'université a reçu sa charte royale en août 1961, la première de ce que Beloff a appelé la génération universitaire du verre plat, [5] et a été un membre fondateur du groupe 1994 des universités à forte intensité de recherche.
Sussex compte une communauté diversifiée de plus de 17 000 étudiants, dont environ un étudiant sur trois est étranger et plus de 2 600 universitaires représentant plus de 100 nationalités différentes.
Le Times University Education World Rankings 2018 place Sussex au 147e rang mondial et au 39e rang mondial pour les sciences sociales. Sussex est particulièrement connu pour les sciences humaines et les sciences sociales et son programme d'études de développement est classé comme premier au monde dans le classement QS.
Sussex compte 5 lauréats du prix Nobel, 15 membres de la Royal Society, 9 membres de l'Académie britannique, 23 membres de l'Académie des sciences sociales et un lauréat du prix Crafoord parmi ses professeurs. En 2011, nombre de ses professeurs avaient également reçu le prix de la Royal Society of Literature, l'Ordre de l'Empire britannique et le prix Bancroft.
C'est un professeur de cette université, Harold Kroto, qui a découvert la célèbre molécule de fullerène, très utilisée dans les nanotechnologies, en 1985, ce qui lui a valu le prix Nobel de la chimie en 1996.

## Historique
Dans un effort pour établir une université au service du Sussex, une réunion publique a eu lieu en décembre 1911 au Royal Pavilion de Brighton pour découvrir des moyens de financer la construction d'une université ; le projet a été interrompu par la Première Guerre mondiale et l'argent collecté a été utilisé à la place pour des livres pour le Collège technique municipal.
L'idée est relancée dans les années 1950 et, en juin 1958, le gouvernement approuve le projet de la société pour une université à Brighton, qui serait la première d'une nouvelle génération de ce qui allait être connu sous le nom d'« universités de verre plat » afin de refléter leur conception architecturale moderne. L'université est créée en tant qu'entreprise en 1959, avec une charte royale accordée le 16 août 1961. Il s'agit de la première université qui a été établie au Royaume-Uni après la Seconde Guerre mondiale, à l'exception de Keele. L'organisation de l'université a innové en voyant le campus divisé en Écoles d'études, avec des étudiants pouvant bénéficier d'un environnement d'enseignement multidisciplinaire. Sussex mettrait l'accent sur les activités interdisciplinaires, de sorte que les étudiants sortent de l'université avec une gamme de connaissances de base ou « contextuelles » pour compléter leurs compétences « fondamentales » spécialisées dans un domaine particulier. Par exemple, les étudiants en arts ont passé leur première année en sciences tandis que les étudiants en sciences ont suivi des matières artistiques.
L'université se développe rapidement, commençant avec 52 étudiants en 1961-1962 à 3 200 en 1967-1968. Après avoir commencé à Knoyle Hall à Brighton, le campus Falmer est progressivement construit avec l'ouverture de Falmer House en 1962. Son campus est salué comme magnifiquement moderniste et révolutionnaire, recevant de nombreux prix. Son syndicat étudiant était très actif, organisant des événements et des concerts. Des artistes comme Pink Floyd, Jimi Hendrix et Chuck Berry se sont produits à plusieurs reprises dans la salle commune de l'université, donnant à l'université une réputation de rock and roll.
Académiquement, l'université abritait des personnalités telles que Asa Lord Briggs, Gillian Rose, Jennifer Platt et Tom Bottomore. Au cours de ses premières années, l'université a attiré un certain nombre d'universitaires de renom tels que Sir John Cornforth, John Maynard Smith, Martin Wight, David Daiches, Roger Blin-Stoyle et Colin Eaborn. De même, des universitaires de renom tels que Marcus Cunliffe, Gabriel Josipovici, Quentin Bell, Dame Helen Wallace, Stuart Sutherland et Marie Jahoda sont également devenus des figures centrales de l'Université et ont fondé plusieurs de ses départements actuels. De plus, un certain nombre d'initiatives à l'université ont été lancées à cette époque, telles que le Groupe d'études subalternes.
À la fin des années 1960, les Nations unies ont demandé des recommandations en matière de politique scientifique à une équipe d'universitaires renommés du Sussex. Le rapport qui a suivi est devenu connu sous le nom de Manifeste du Sussex.
Sussex est venu à être identifié avec le radicalisme étudiant. En 1973, une foule d'étudiants a physiquement empêché le conseiller du gouvernement américain Samuel P. Huntington de prononcer un discours sur le campus, en raison de son implication dans la guerre du Vietnam. De même, lorsque le porte-parole de l'ambassade des États-Unis, Robert Beers, s'est rendu pour donner une conférence aux étudiants intitulée « Vietnam en profondeur », trois étudiants attendaient devant Falmer House et ont jeté un seau de peinture rouge sur le diplomate alors qu'il partait.
En 1980, Sussex a devancé l'université d'Oxford pour devenir l'université avec les revenus les plus élevés de subventions et de contrats de recherche.
En octobre 2021, l'université est mentionnée dans les médias après que Kathleen Stock, professeur de philosophie, militante féministe et lesbienne, considérée comme « critique du genre », a subi une campagne étudiante exigeant son licenciement. La section du Sussex de l'University and College Union (UCU), le principal syndicat britannique pour les travailleurs dans l'enseignement supérieur, a ainsi exhorté la direction de l'université à « adopter une position claire et ferme contre la transphobie à Sussex » et à entreprendre une enquête sur la « transphobie institutionnelle ». La déclaration de l'UCU, qui n'a pas nommé Stock, est intervenue cinq jours seulement après une manifestation contre Stock sur le campus près de Brighton, y compris des affiches anonymes accusant Stock de transphobie et appelant à son limogeage. Cependant, l'université a déclaré qu'elle n'accepterait pas l'appel du syndicat à une enquête.
À la suite de cette campagne de harcèlement, 200 universitaires décident de signer une tribune dans le Sunday Times pour dénoncer une « culture de la peur » et la complicité passive des universités,. Les professeurs dénoncent l’emprise et la violence du mouvement « woke » au sein des universités britanniques concernant les questions de transidentité. L’ampleur de la campagne contre Kathleen Stock est telle que la police a conseillé à la professeur de s’entourer de garde du corps et d’installer des caméras de vidéosurveillance chez elle.
Pour avoir échoué à respecter tant la liberté d'expression que la liberté académique, l'Université est frappée d'une amende de 580 000 £ par l'autorité de régulation des universités anglaise, l'Office for Students. Cette décision reçoit l'approbation du secrétaire à l'Education, Bridget Philipson.

## Campus
Le campus, dessiné par Sir Basil Spence, est situé sur la commune de Falmer, près de sa gare, et accessible en voiture par la route A27.

## Bibliothèque
La bibliothèque principale de l'université est au centre du campus. Il a été ouvert par la reine en 1973. Il abrite plus de 800 000 livres, plus de 58 000 revues et de nombreuses bases de données, des archives numériques et les propres archives de l'université.
Le bureau du fonds littéraire royal est basé à la bibliothèque, offrant un soutien aux étudiants et au personnel. La bibliothèque abrite également un centre de soutien à la recherche et une ruche de recherche pour les étudiants au doctorat et le personnel de recherche. Il y a aussi un centre de compétences, des centres de formation, un centre de soutien, un café et un centre de formation professionnelle et d'employabilité.
Il y a aussi des bibliothèques plus petites au sein des écoles et des centres de recherche, ainsi que The Keep.
L'université détient un certain nombre de collections et d'archives acclamées, principalement liées à l'histoire littéraire, politique et culturelle du XXe siècle. Les collections comprennent des manuscrits originaux et les premières éditions de Virginia Woolf, Jane Austen et Rudyard Kipling, ainsi que des archives du New Statesman et les archives d'observation de masse. Sussex possède également un certain nombre de collections, telles que la collection d'archives de documents relatifs au CBW sur le désarmement des armes chimiques et biologiques (SHIB - Sussex Harvard Information Bank).

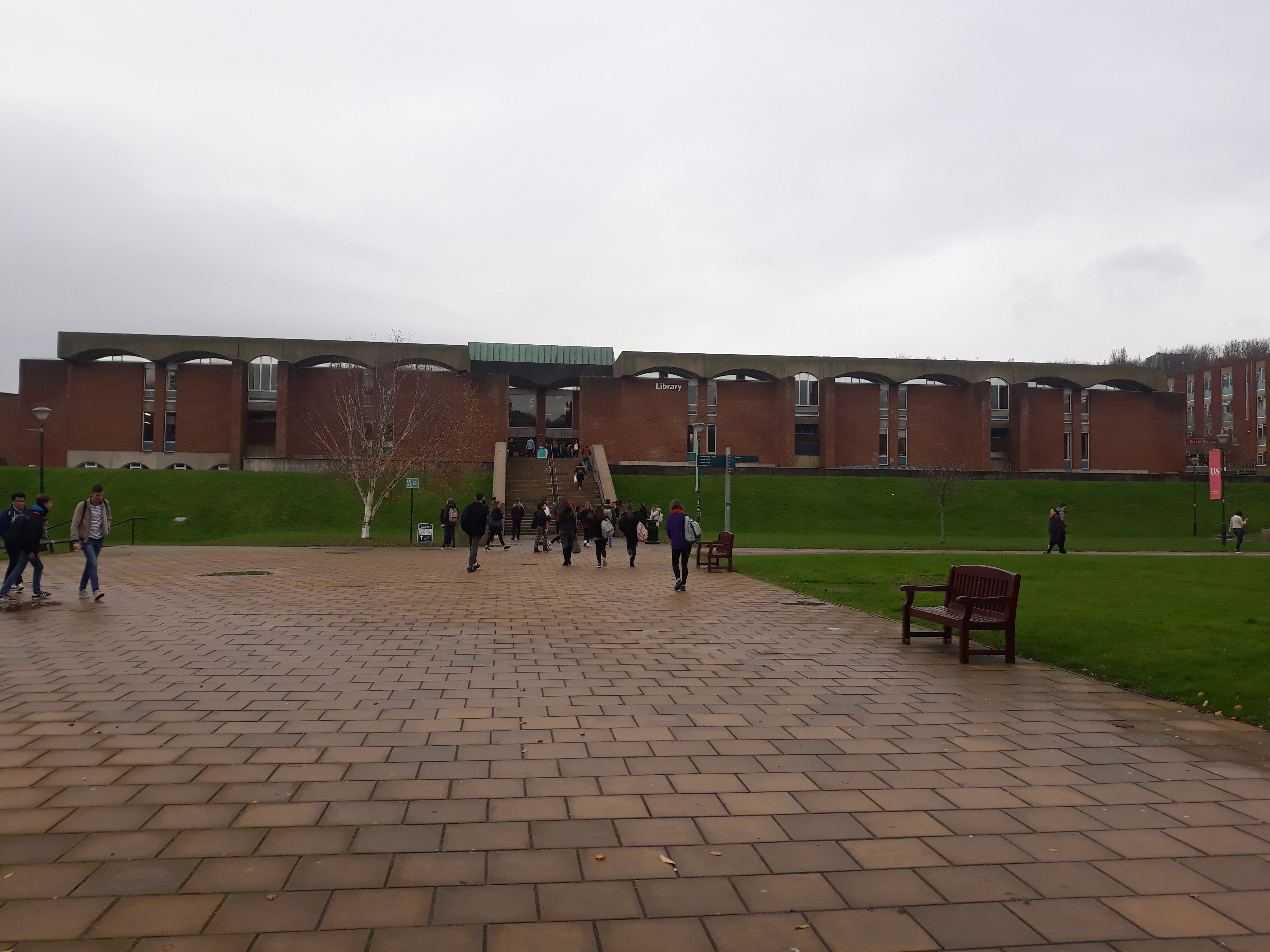
La bibliothèque principale.

Les étudiants de l'Université du Sussex ont accès aux bibliothèques de l'Université de Brighton, en plus d'autres bibliothèques, par le biais du système SCONUL (Society of College, National and University Libraries).

## Profil académique
L'université offre plus de 350 programmes de premier cycle, plus de 210 programmes de maîtrise et plus de 70 programmes de doctorat. Il est dirigé par la recherche, avec environ 1000 enseignants et chercheurs, dont environ 300 sont des chercheurs pures. En outre, il y a plus de 1200 doctorants à l'université répartis dans les différentes écoles. Les frais universitaires sont de £ 9,250 par an pour les étudiants de premier cycle, le plus élevé qu'une université peut exiger au Royaume-Uni.
En 2017, le revenu de recherche de Sussex était d'environ 90 millions de dollars.
Cela provenait principalement des subventions d'organismes de financement et des subventions et contrats de recherche.En plus que IDS, Sussex compte plus de 40 centres de recherche universitaires, plus de 15 centres de recherche stratégiques et un grand nombre de petites grappes de recherche. IDS est classé 1er au Royaume-Uni, 2ème groupe de réflexion sur le développement international et 4e groupe de réflexion affilié à l'université dans le monde (sur 8 000 think tanks classés) par l'Université de Pennsylvanie.
Les centres de recherche de Sussex comprennent SPRU, l'Unité de recherche sur les politiques scientifiques, classée troisième meilleur think tank scientifique et technologique au monde (sur 8 000 think tanks classés par l'Université de Pennsylvanie). Parmi les autres centres remarquables figurent le Centre STEPS, le Centre d'études américaines et l'Institut européen du Sussex.
L'université de Sussex est l'un des 21 centres de formation doctorale de l'ESRC au Royaume-Uni, les seules institutions accréditées en 2010 et pouvant recevoir des bourses doctorales et des financements de l'ESRC. Le système a été mis à jour en 2016 et des partenariats de formation doctorale ont été établis pour remplacer le CIPH. À cet égard, Sussex est maintenant membre du Consortium des sciences humaines et des arts du Sud-Est de l'Angleterre (CHASE) et du Réseau du Sud-Est pour les sciences sociales SeNSS.
Sussex collabore avec d'autres institutions d'enseignement supérieur ainsi qu'avec des organisations et des instituts gouvernementaux et non gouvernementaux du monde entier. Par exemple, le programme Harvard Sussex est une collaboration de longue date entre le Sussex et l'Université Harvard en matière de recherche sur les politiques publiques en matière d'armes chimiques et biologiques. Le CBW Conventions Bulletin est un bulletin trimestriel publié par le Harvard-Sussex program. Le partenariat Sussex-Cornell, le centre d'intra-entrepreneurs Sussex-Bocconi-Renmin et le partenariat Sussex-Lund dans les études sur le Moyen-Orient et l'Afrique du Nord en sont des exemples récents.
En Europe, Sussex est l'une des institutions collaboratrices de l'Institut Paul Scherrer, le plus grand institut de recherche de Suisse, spécialisé dans les questions de technologie et de sciences naturelles. Sussex est impliqué dans un grand nombre de projets avec l'UE et avec des pays européens. Par exemple, BAR research est une collaboration anglo-française entre le Sussex, le East Sussex County Council et trois universités françaises.
À l'échelle nationale, Sussex est impliqué dans un certain nombre de partenariats, notamment le Nexus Network (un partenariat entre Sussex, Université de Cambridge et East Anglia University) et CIED (une collaboration entre Sussex, Oxford University et University of Manchester). L'université est également partenaire de la police métropolitaine, avec Demos (think tank britannique) et Palantir Technologies.

## Classements
L'Université du Sussex a été classée 62e en Europe et 147e dans le monde par le Times Higher Education World University Rankings 2018. L'université a été classée 228e dans le monde selon le QS World University Rankings 2018 (la première fois qu'elle se classe en dehors de la QS top 200); elle était classée 187e en 2017. L'université est classée dans le premier 1% mondial dans le classement CWUR 2017, et 117 dans le monde pour la qualité de l'éducation. Sussex s'est classé au 66e rang mondial en 2016 pour sa durabilité au classement UI GreenMetric.
Elle est classée au 39e rang mondial dans l'édition 2018 du classement mondial des universités du Times Higher Education pour les sciences sociales, 11e en Europe et 7e au Royaume-Uni. L'université est également classée parmi les 100 meilleures au monde pour les sciences sociales dans le CWTS Leiden Ranking 2016 et dans le top 150 mondial des sciences sociales ARWU 2016 et 111ème dans le monde pour les sciences sociales (et 90ème meilleur dans le monde pour Sciences psychologiques) dans le rapport américain News and World,.
Dans la même année, elle est classée 4e au Royaume-Uni pour la sociologie, 7e pour la géographie, 4e pour la politique et les relations internationales, 10e pour la psychologie et 2e pour la communication et les médias par Times Higher Education par sujet.
Notamment, le QS World University Rankings par sujet pour 2016, 2017 et 2018 a placé l'Université du Sussex numéro 1 dans le monde pour les études de développement. En outre, elle est classée parmi les 100 meilleures au monde pour l'anthropologie, la sociologie, la politique et les études internationales, l'histoire, la géographie, la langue et la littérature anglaises et la communication et les médias dans les classements QS 2018. Plusieurs d'autres sujets à Sussex sont classés dans le top 150 dans le monde dans le classement QS 2018, y compris l'éducation, l'économie et la psychologie.
Parmi les 20 universités qui offrent la discipline au Royaume-Uni, American Studies à Sussex est classé 1er dans le Times and Sunday Times University Guide (2018), [103] 3e dans le Complete University Guide (2018) [104] et 4e dans le Guardian University Guide (2018). [105] Six des 31 sujets (19,4%) offerts par Sussex se classaient parmi les dix premiers du Guide universitaire complet de 2018.
Le guide universitaire complet 2018 classait Sussex au 6e rang au Royaume-Uni pour les perspectives d'études supérieures et au 1er rang dans le Sud-Est (les diplômés obtenant un emploi ou poursuivant leurs études immédiatement après l'obtention du diplôme).

## Galerie

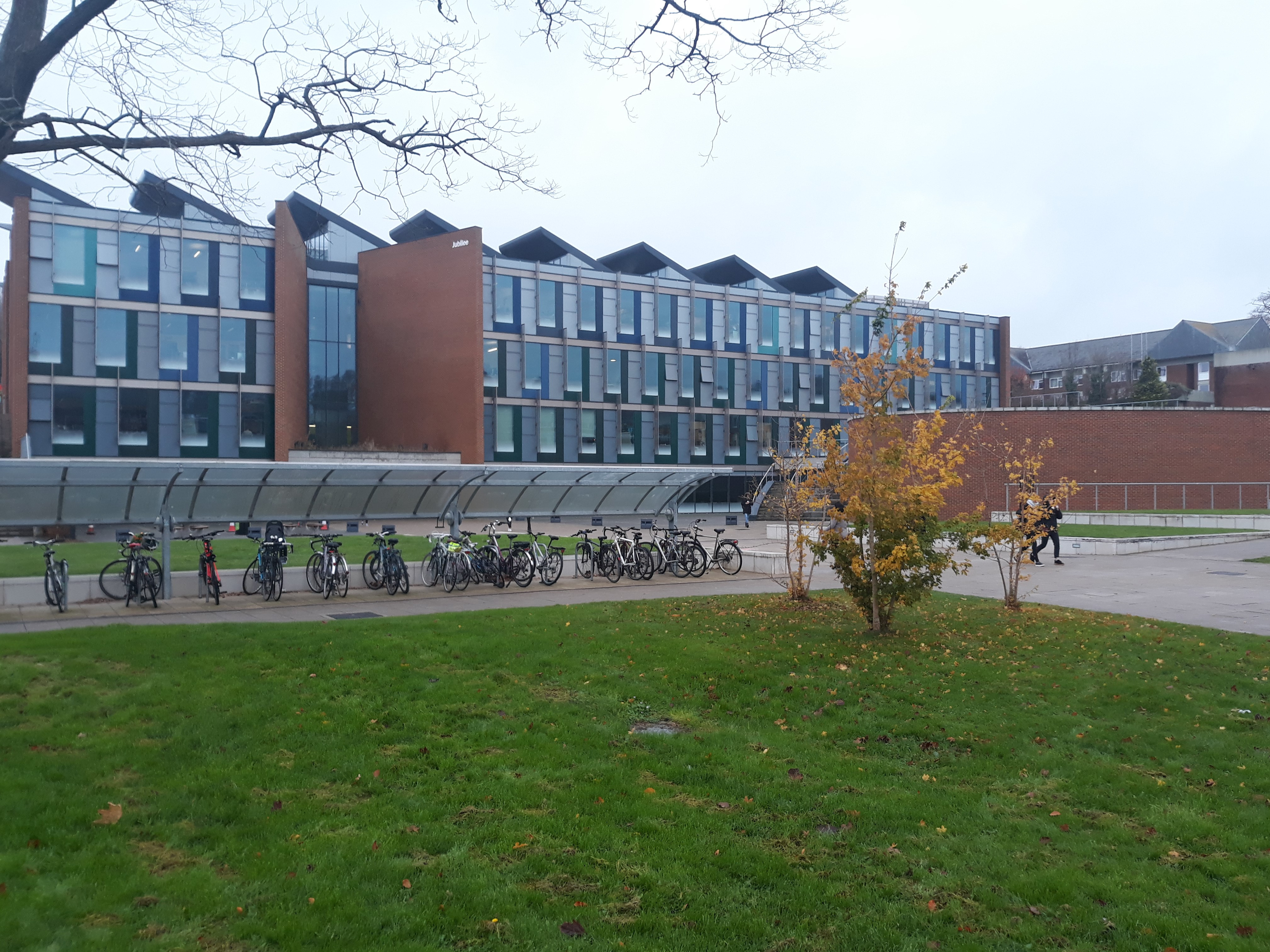
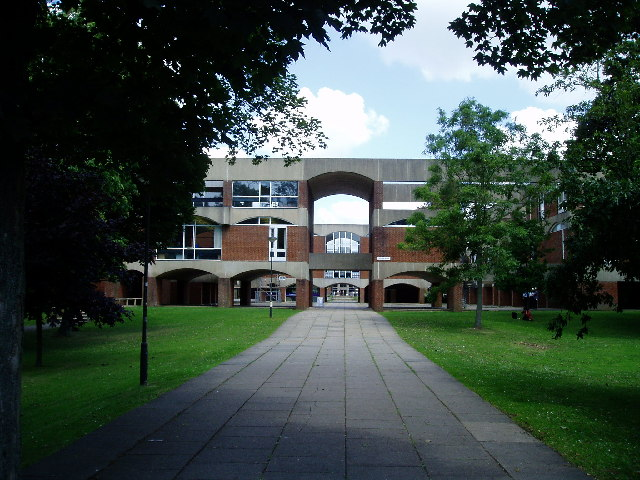
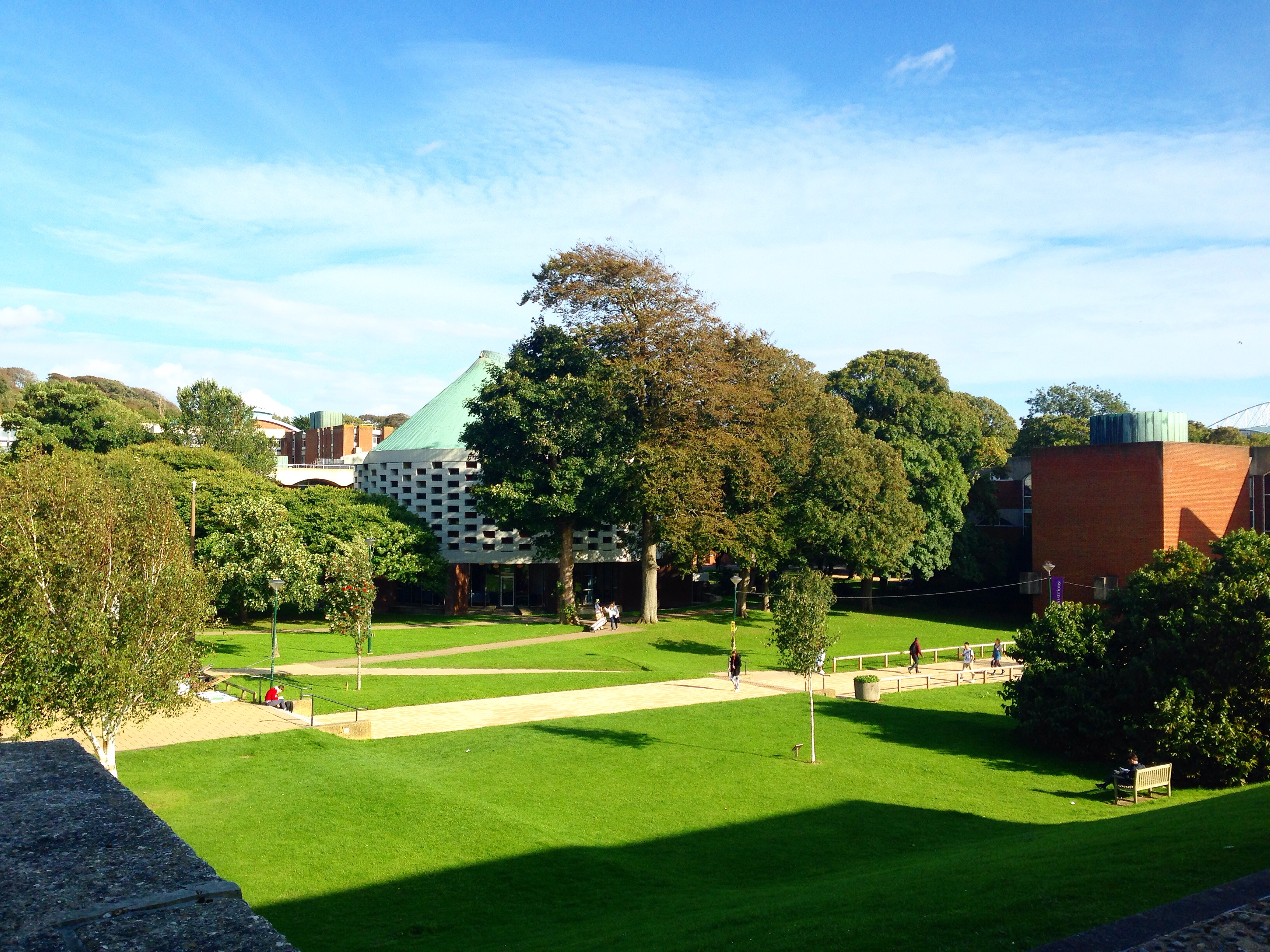
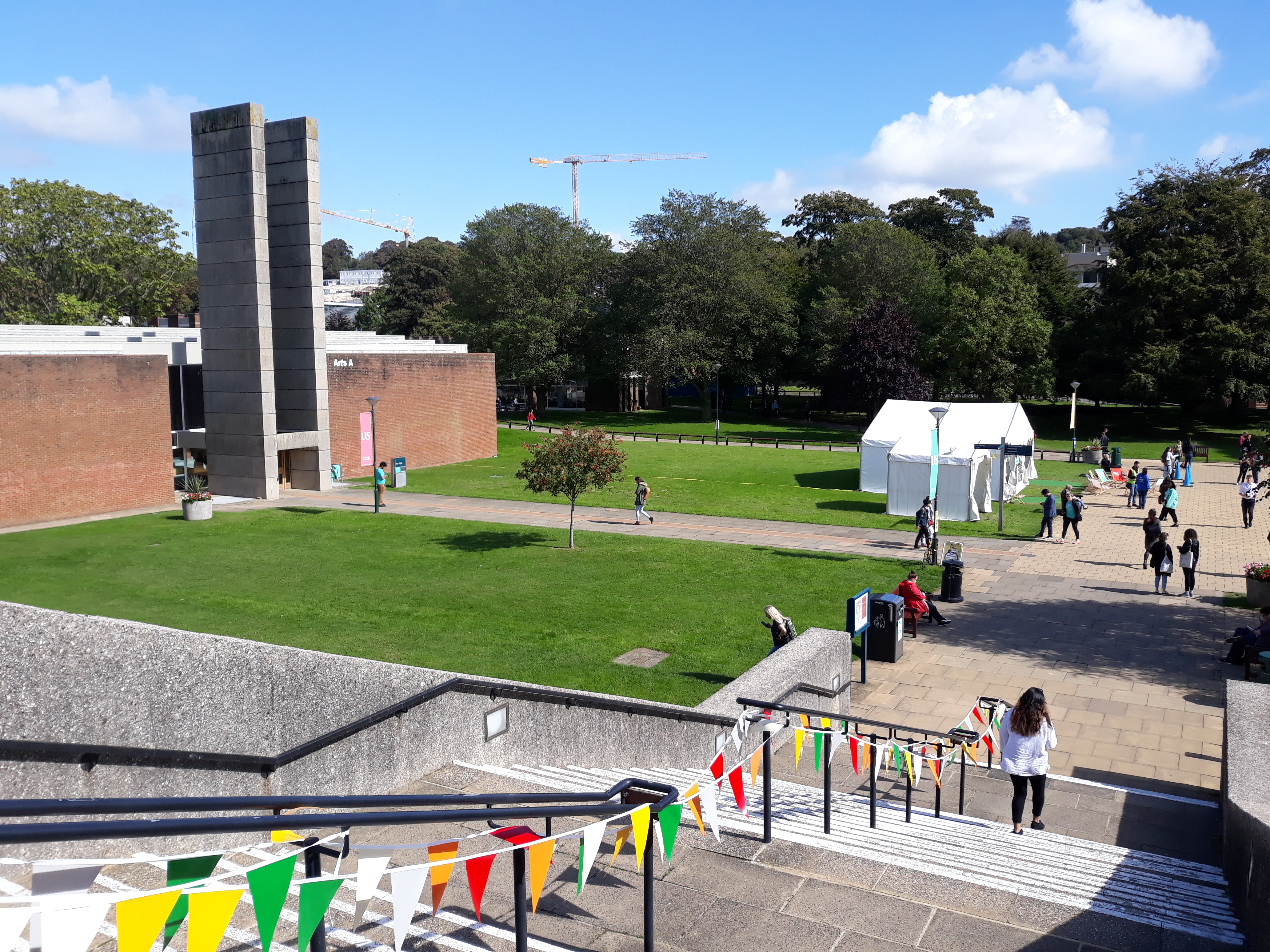
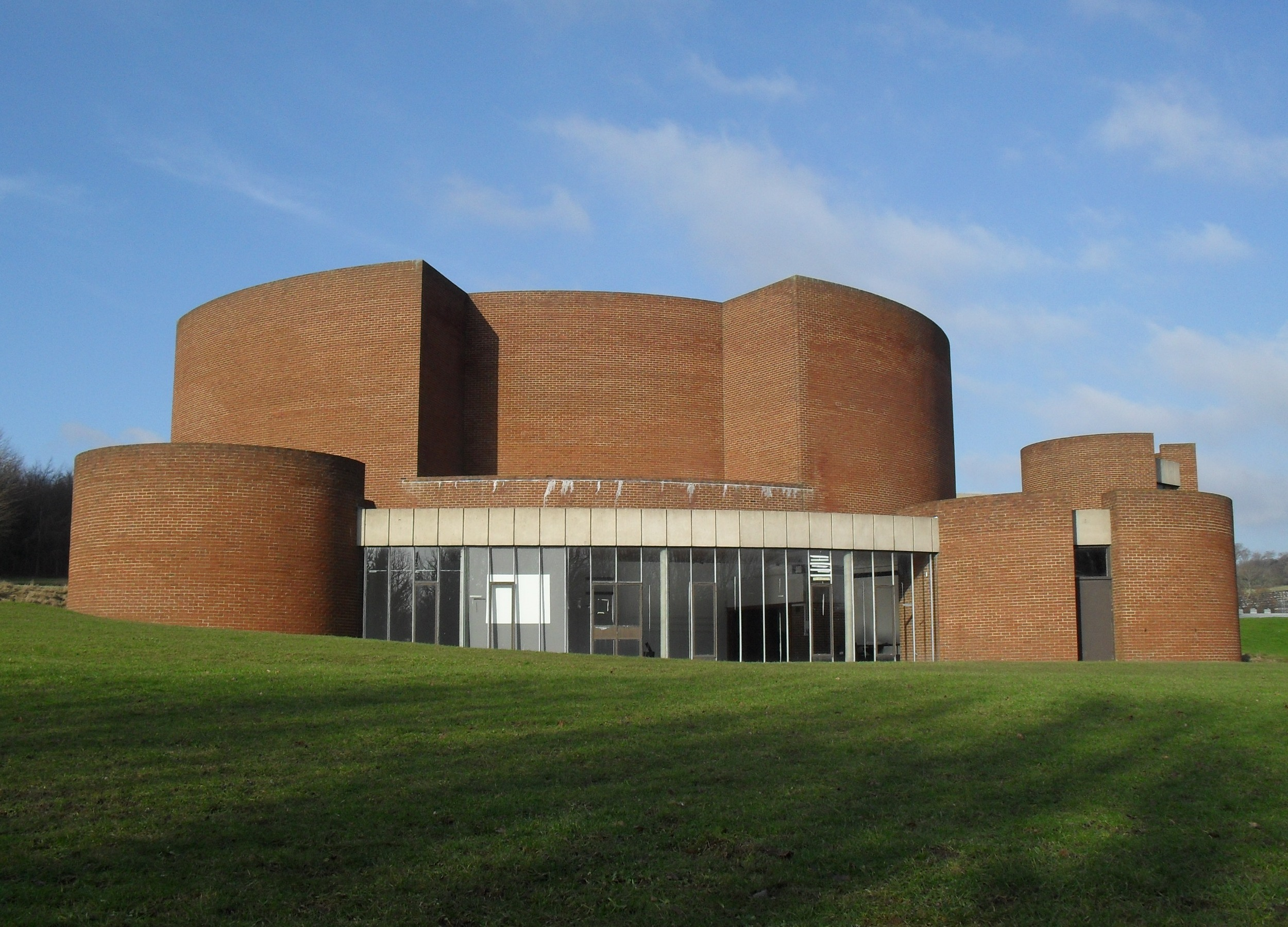
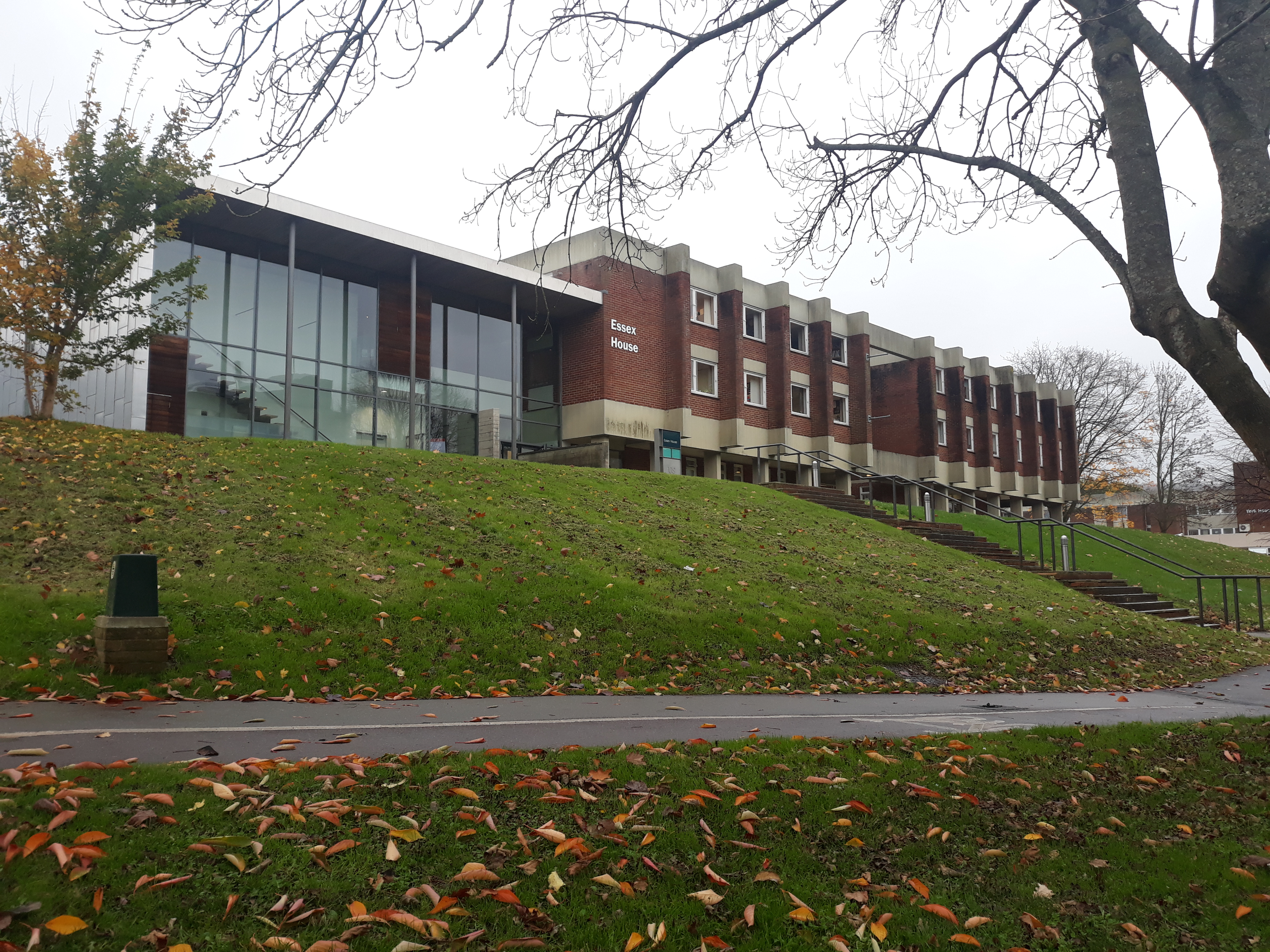
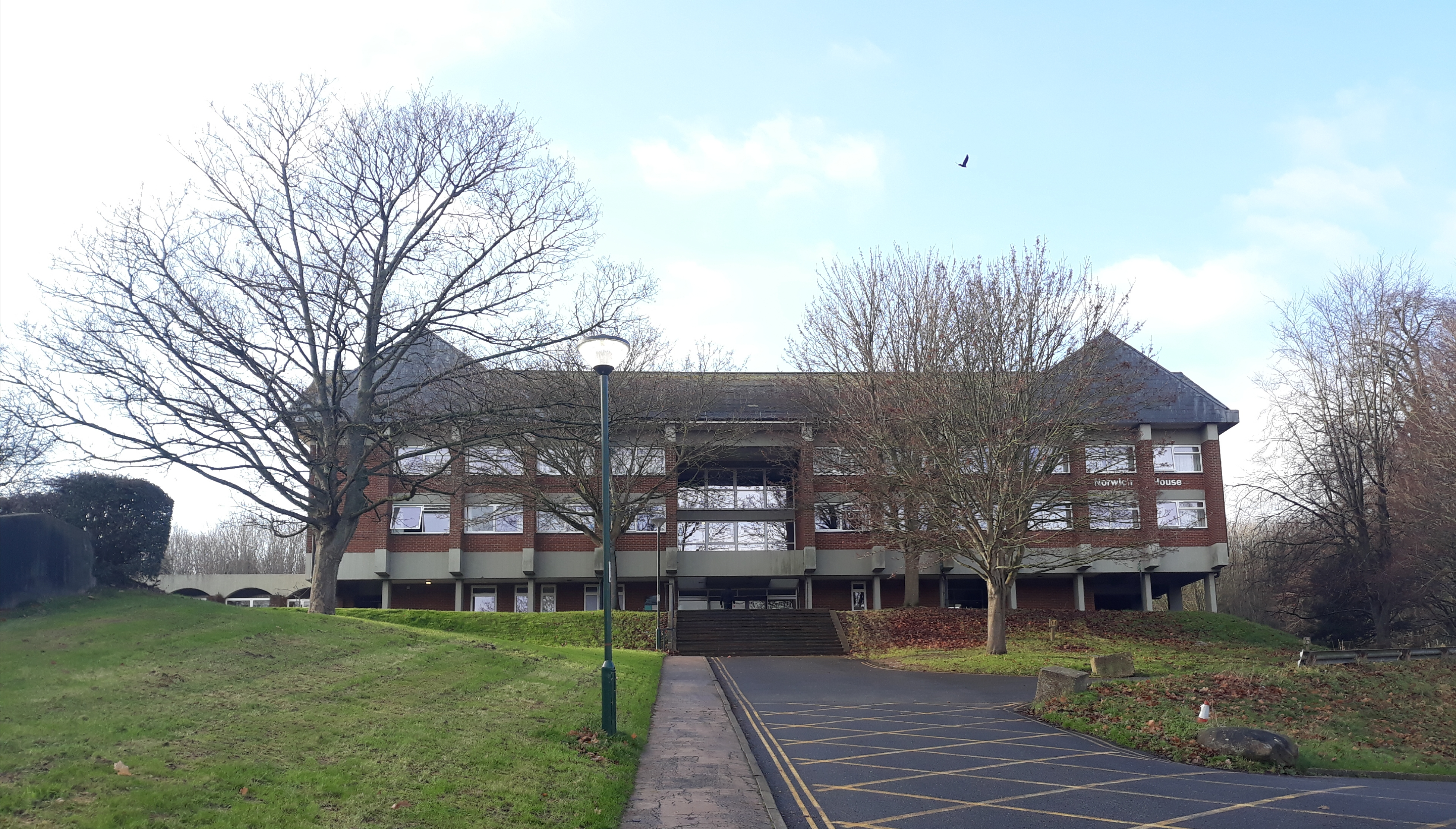
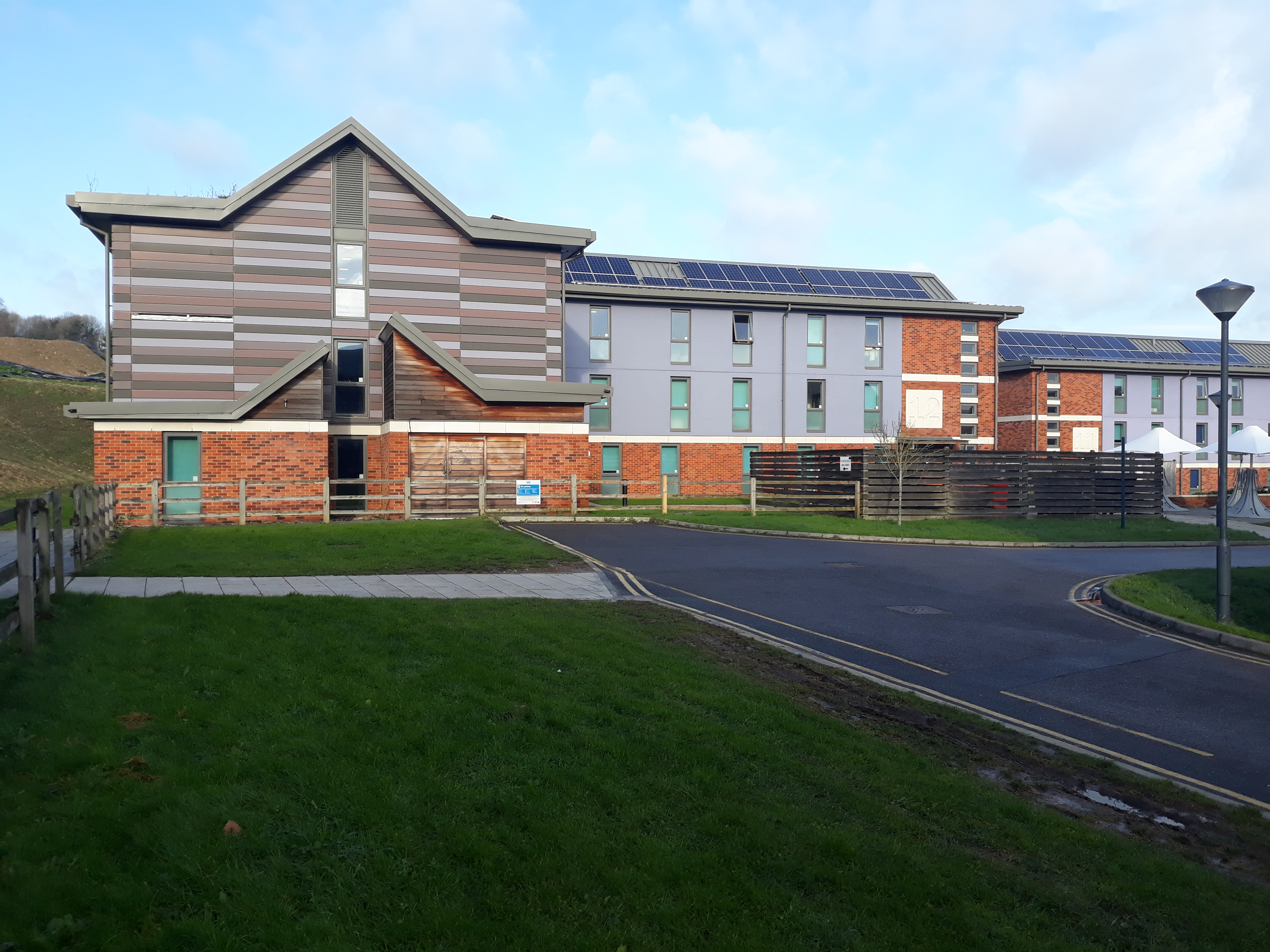
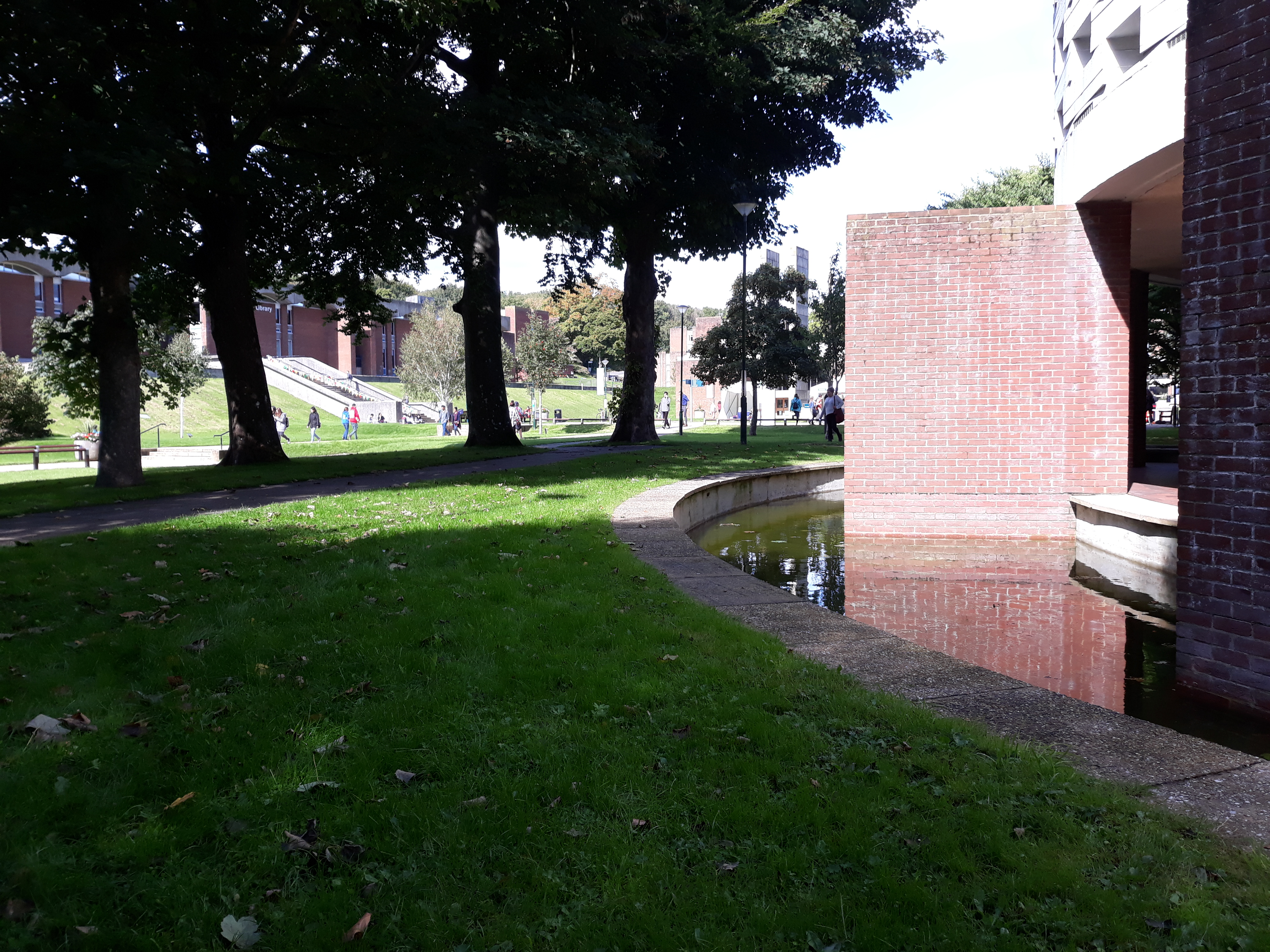

## Personnalités liées à l'université

### Professeurs
Dans le domaine des sciences, l'université a compté ou compte dans ses enseignants cinq Prix Nobel :  Anthony Leggett, Paul Nurse, Archer Martin, John Cornforth et Harry Kroto.

### Étudiants

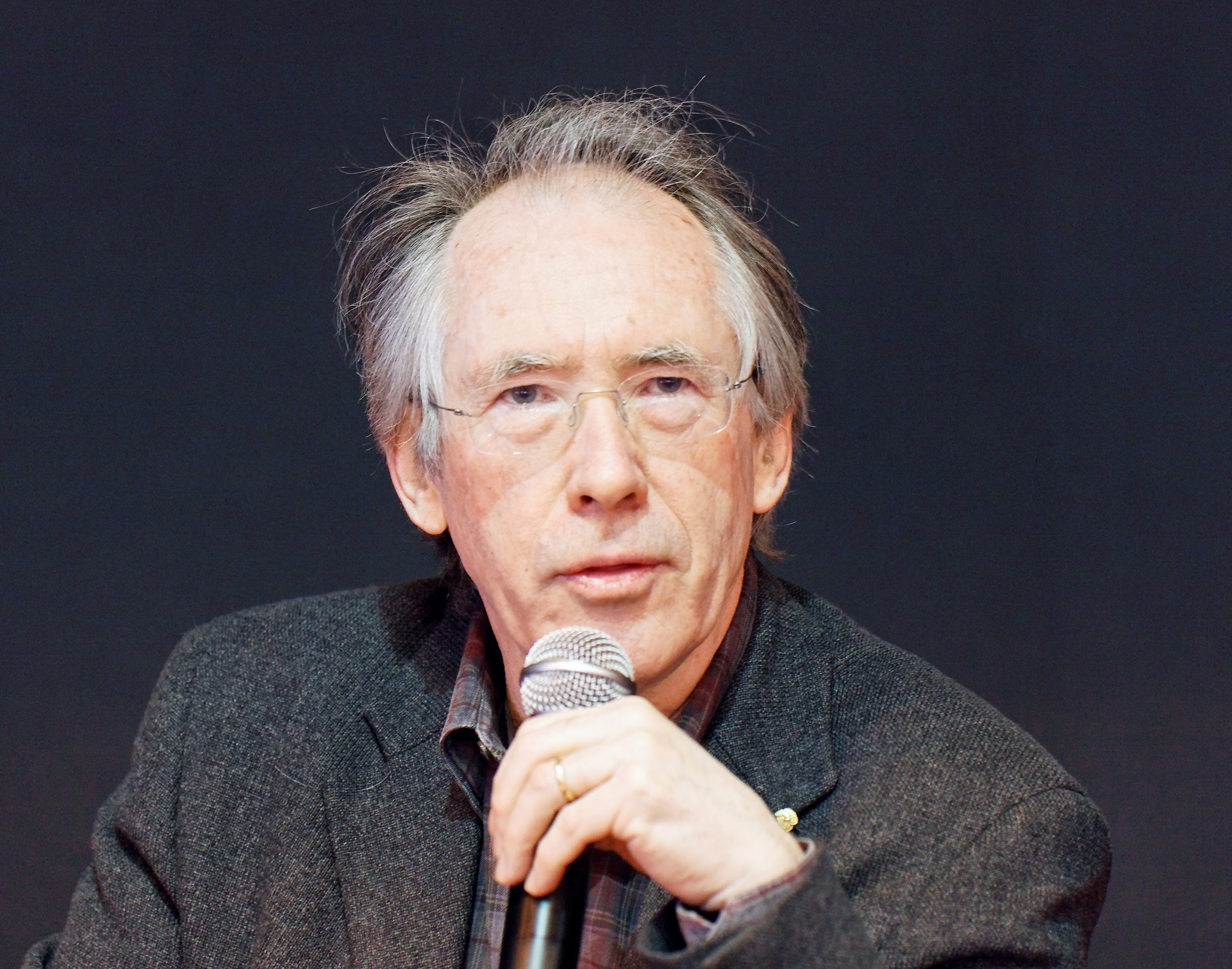
Ian McEwan, nouvelliste et scénariste.
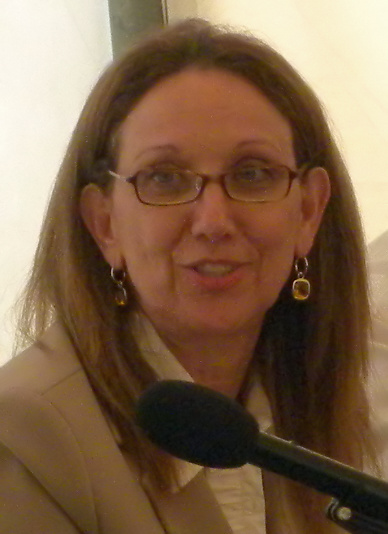
Rebeca Grynspan, directrice du PNUD et ancienne sous-secrétaire générale des Nations unies.
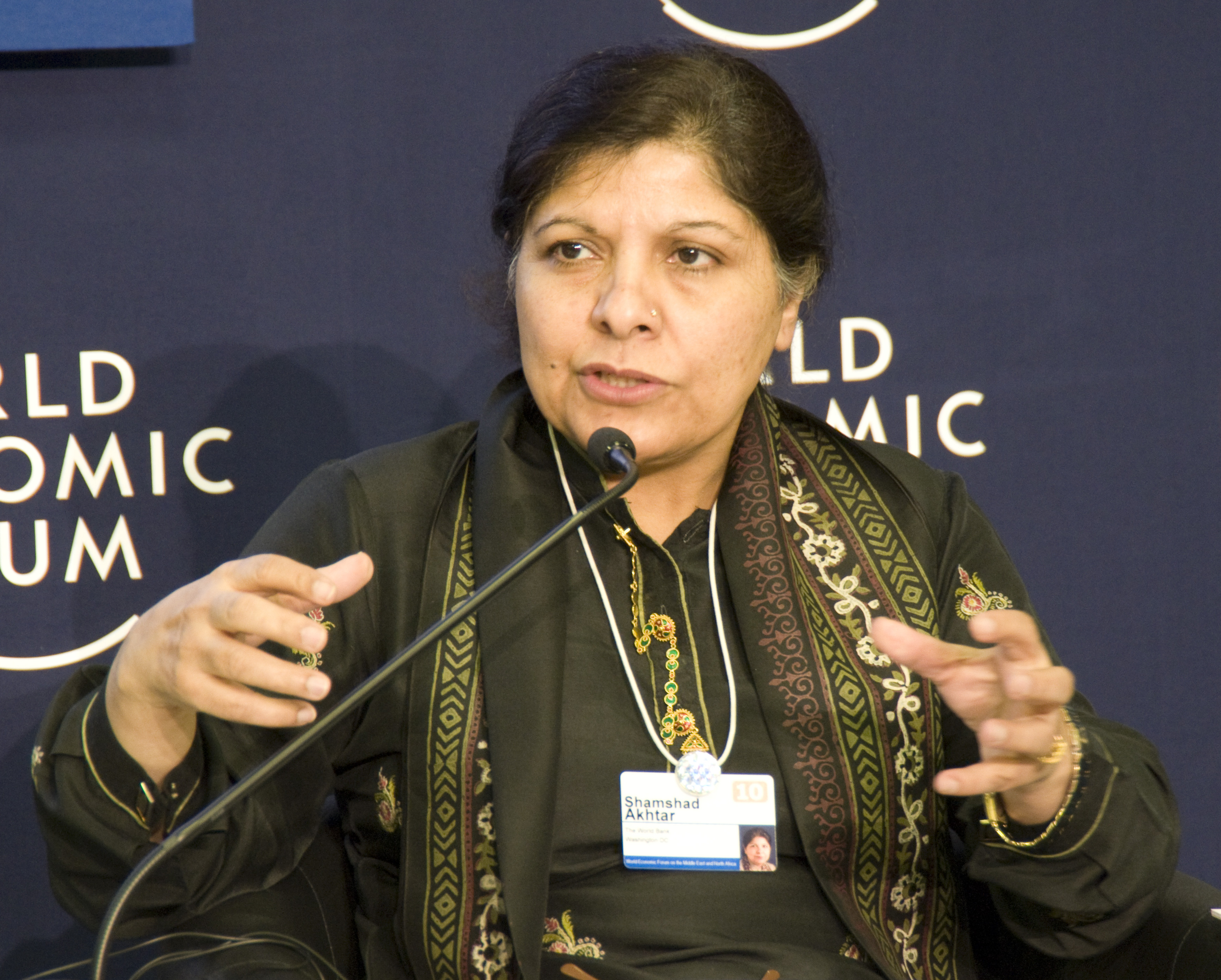
Shamshad Akhtar, secrétaire exécutif de la Commission économique et sociale des Nations unies.
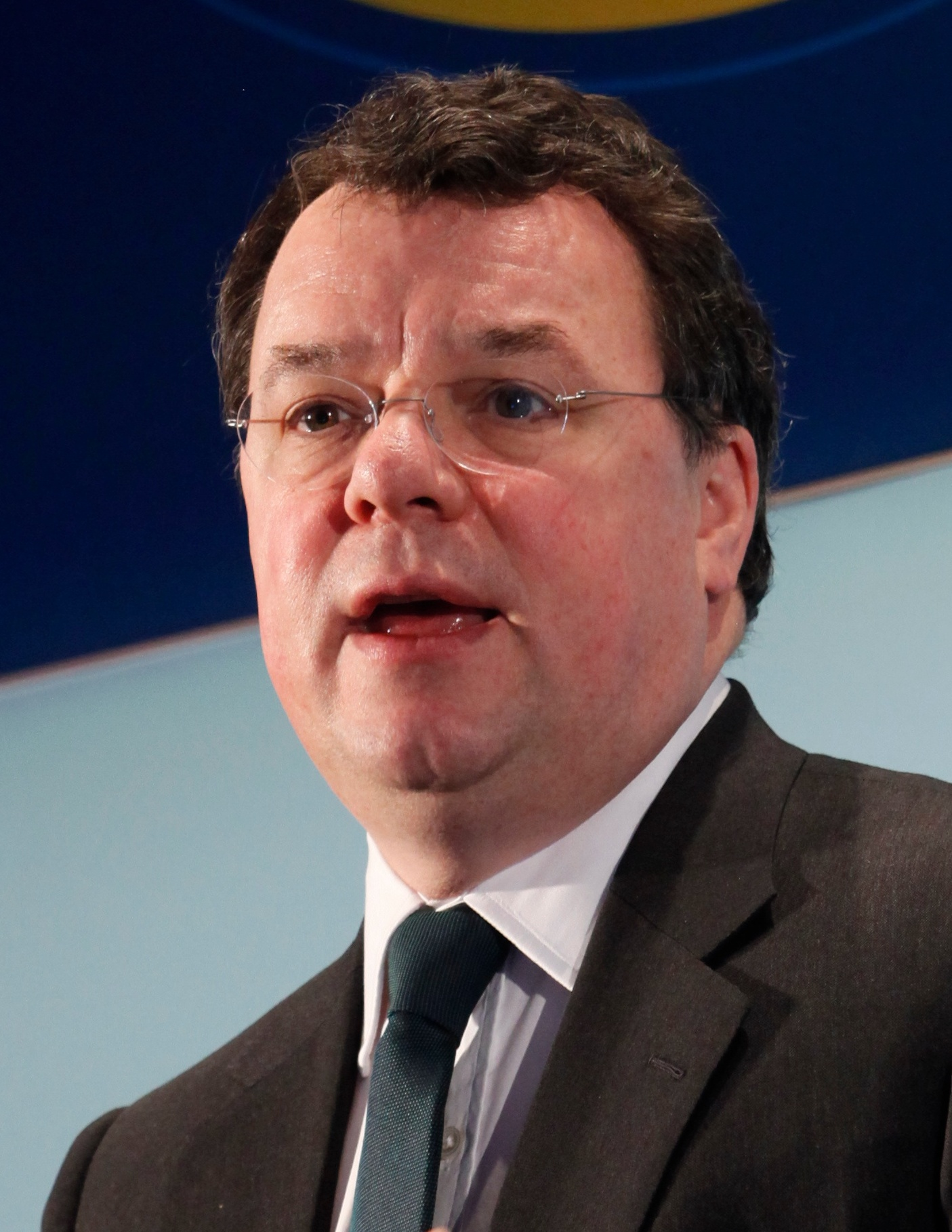
Keith Skeoch, PDG de Standard Life.
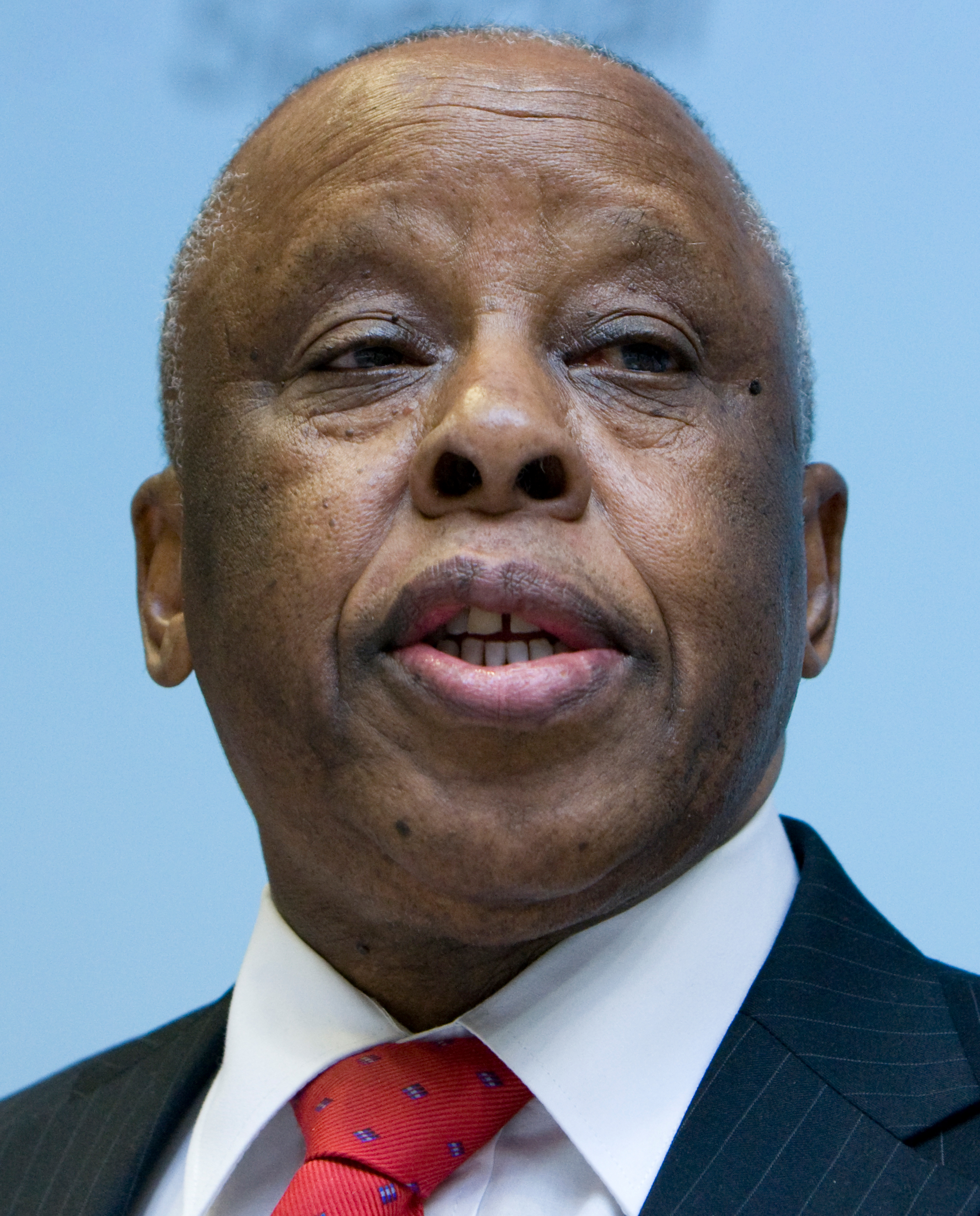
Festus Mogae, président du Botswana.
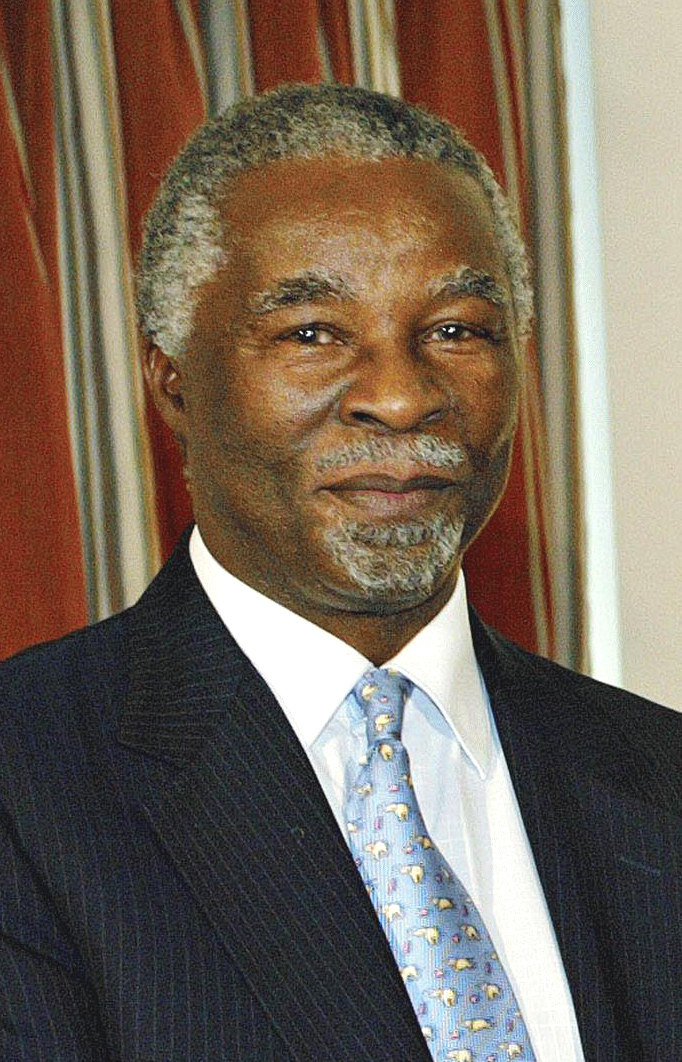
Thabo Mbeki, président de l'Afrique du Sud.
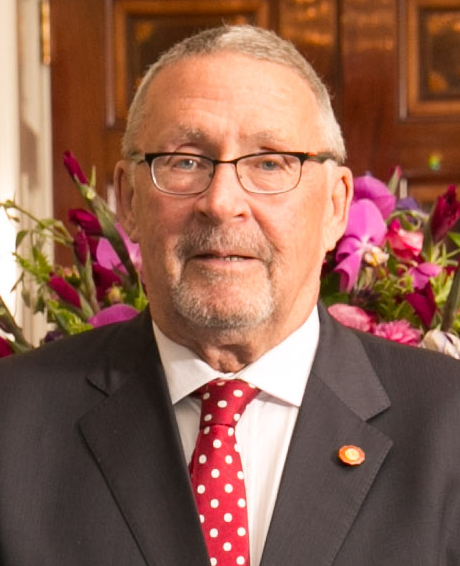
Guy Scott, président de la Zambie.
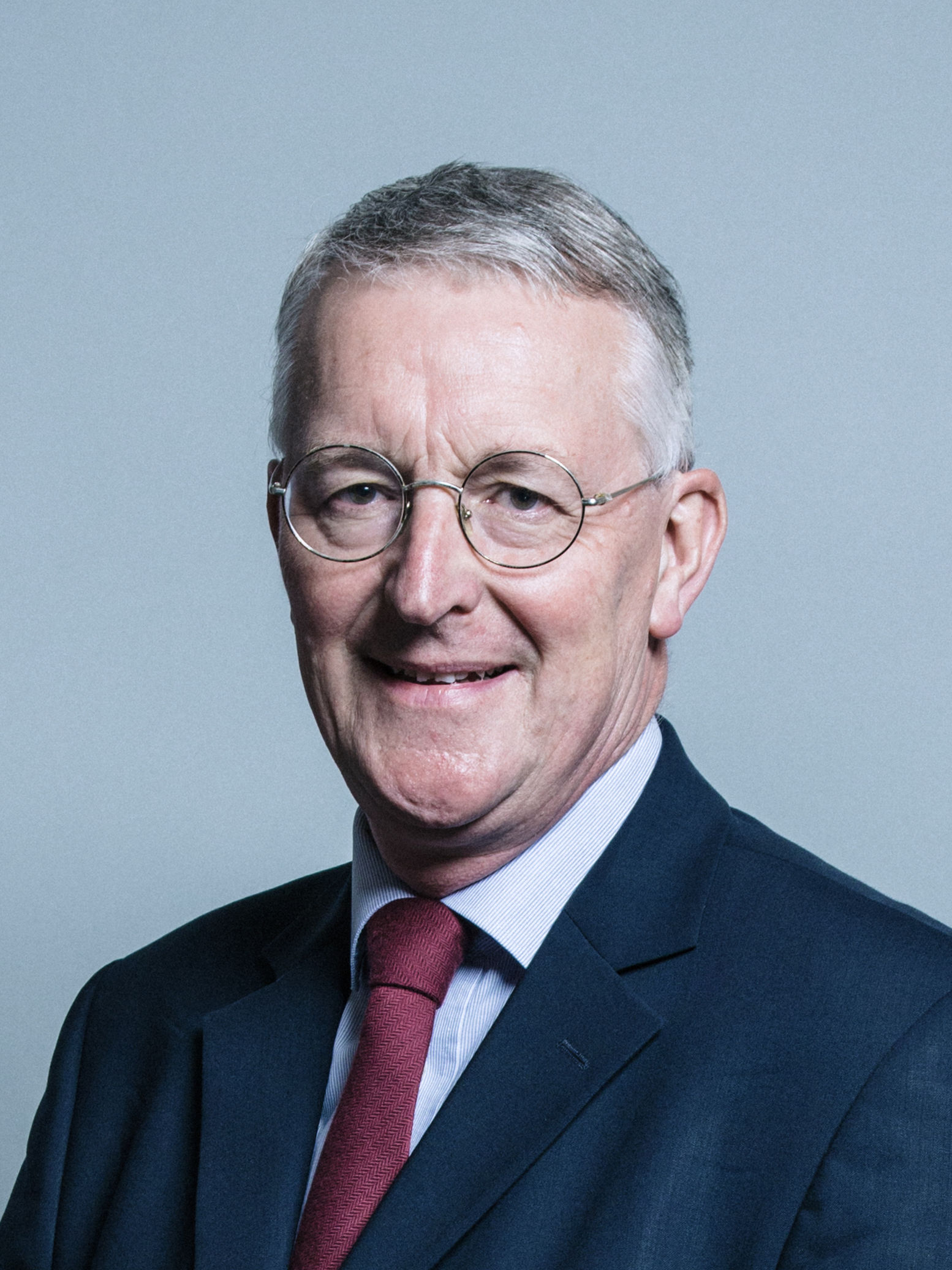
Hilary Benn, homme politique britannique.
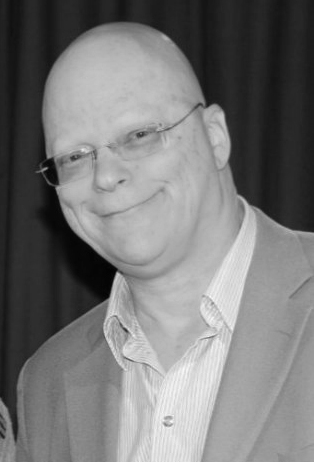
John Altman, compositeur de films.
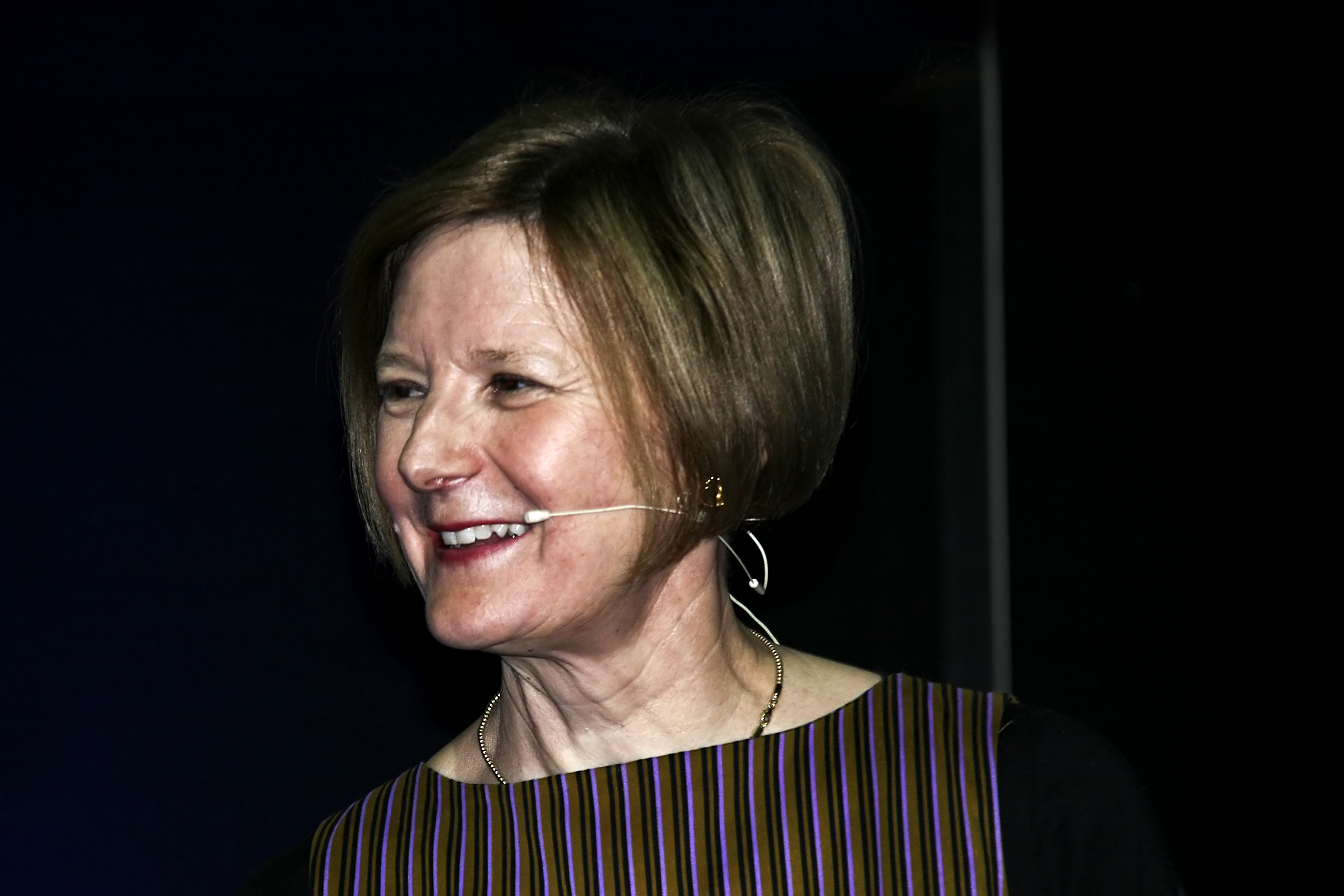
Helen Boaden, directeur de la BBC.
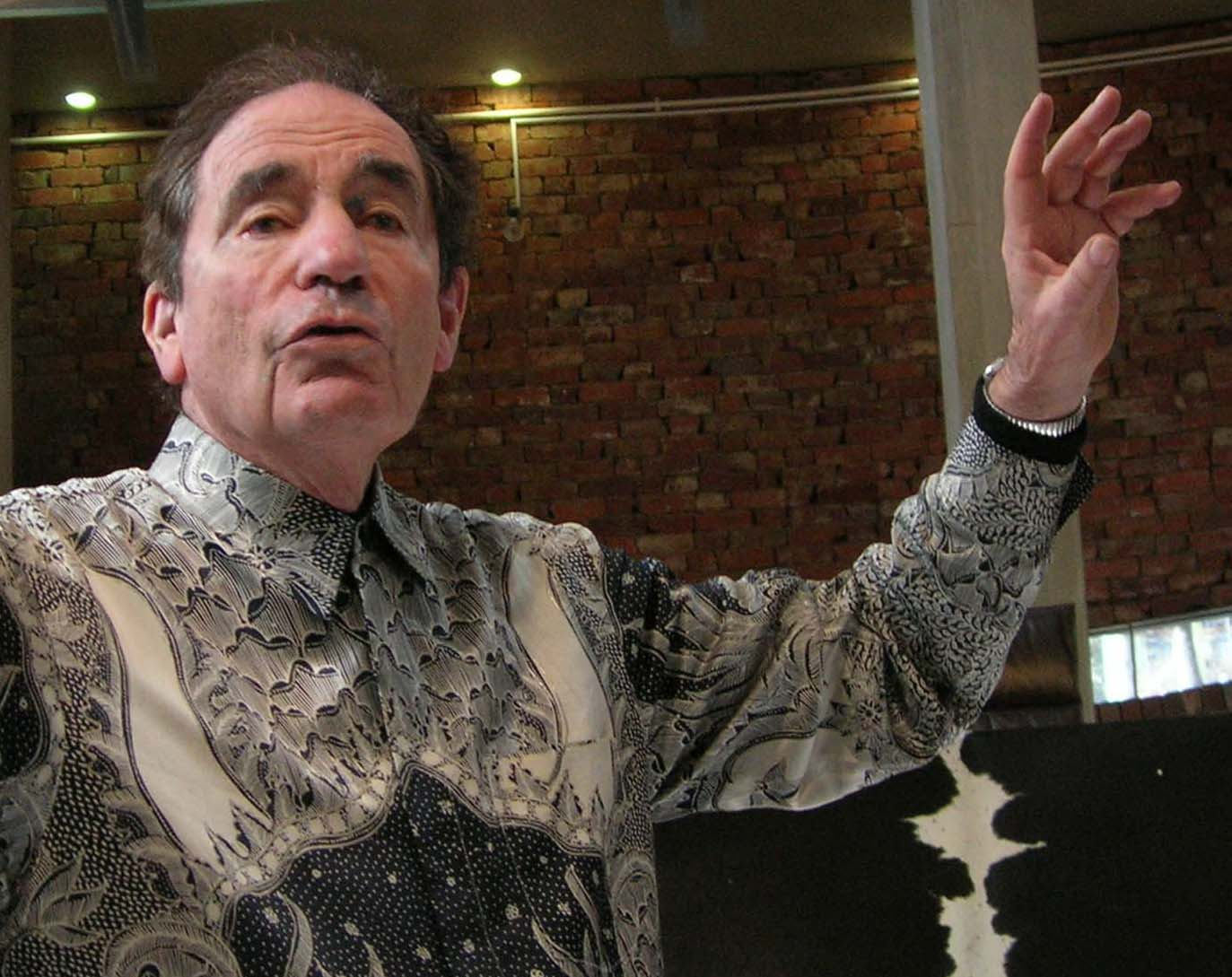
Albie Sachs, activiste et juge de la Cour constitutionnelle d'Afrique du Sud.
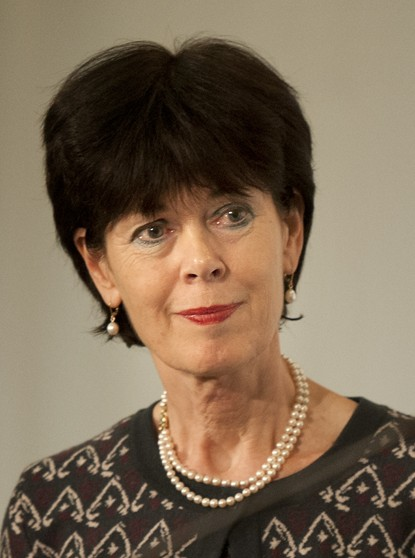
Renée Jones-Bos, diplomate néerlandaise et ambassadrice des Pays-Bas aux États-Unis (2007-2012) et en Russie (2016-2019).
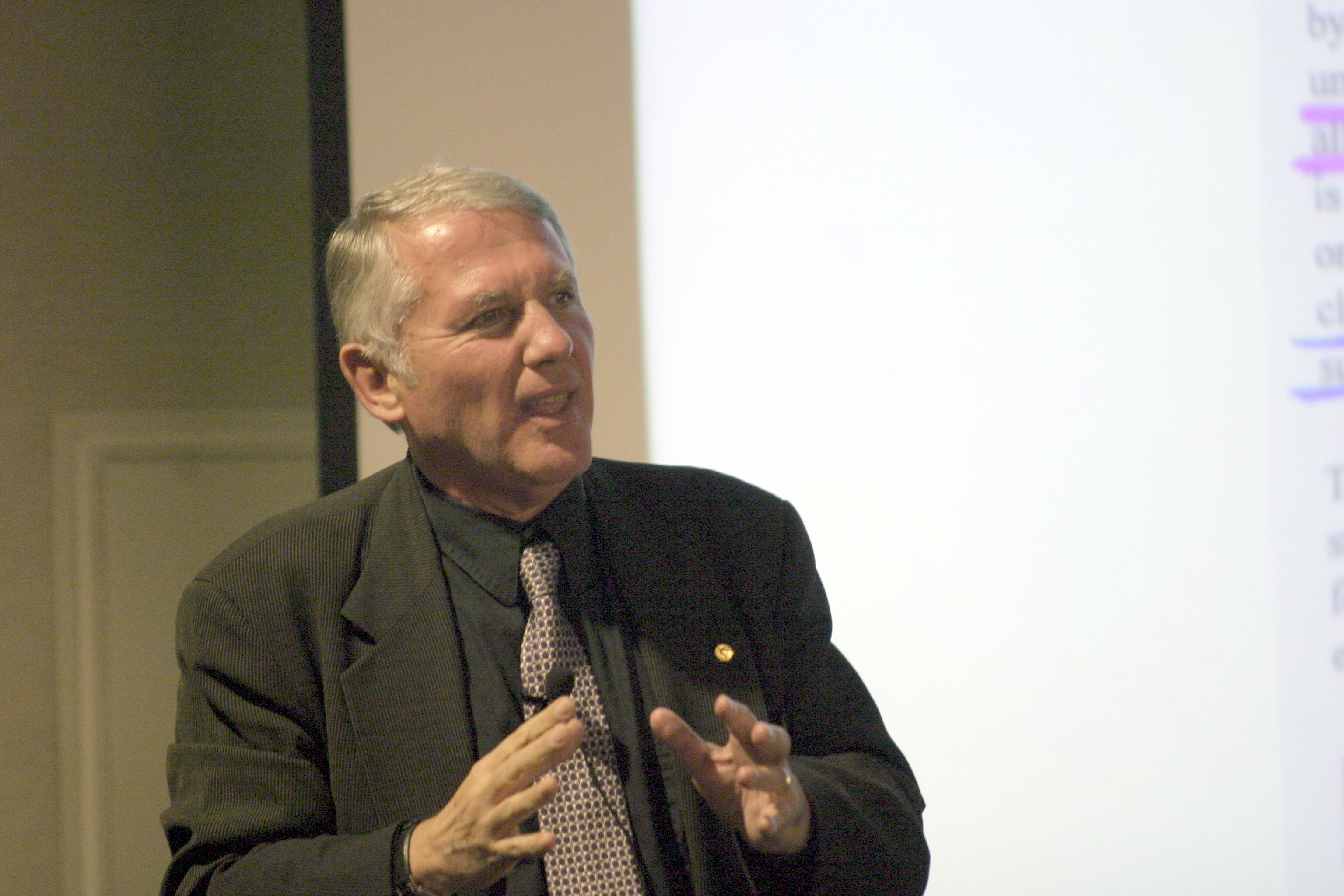
Dimitri Nanopoulos, physicien quantique et professeur à Texas A&M.
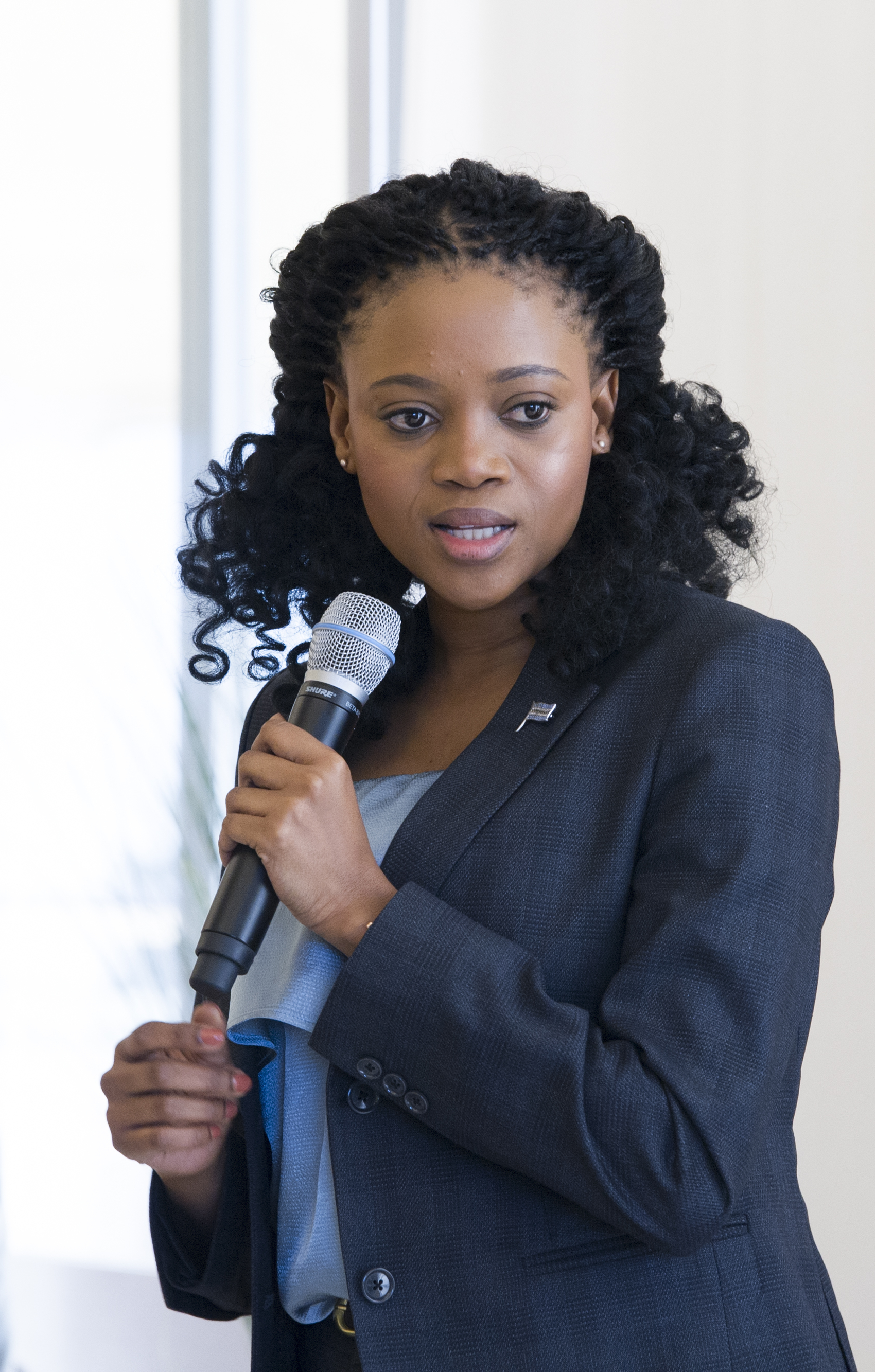
Bogolo Kenewendo, économiste et femme politique botswanaise, ancienne ministre.

- Araceli Lopez-Martens